# 杜林 (北歐神話)
杜林（英語：Durin）是北歐神話中的一名侏儒。
在《詩體埃達》和《散文埃達》中都有提到他，據說其為諸神繼侏儒始祖摩索尼爾（Motsognir）後第二個製作出來的侏儒。在《赫瓦拉爾薩迦》（Hervarar saga）中也有提到他，描述他和杜華林（Dvalin）一同創造了魔劍提爾鋒（Tyrfing。斬裂劍）。
另外，托爾金（J. R. R. Tolkien）的書中，借用杜林的名字創造了都靈這個角色。